# Baringo (hạt)
Hạt Baringo là một hạt thuộc tỉnh Rift Valley ở Kenya. Theo điều tra dân số ngày 24 tháng 8 năm 1999, hạt này có dân số 264978 người. Hạt Baringo có diện tích 8646 km². Hạt lỵ đóng tại Kabarnet.